# Penrhyn Bay
Penrhyn Bay är en by i Conwy i Wales. Byn är belägen 4,5 km 
från Llandudno. Orten har 4 362 invånare (2016).